# 任侠
任侠（にんきょう、任俠）とは、仁義を重んじ、弱きを助け強きを挫くために体を張る自己犠牲的精神や人の性質を指す語。
また、ヤクザ史研究家の藤田五郎の著述によれば、正しい任侠精神とは正邪の分別と勧善懲悪にあるという。
仁侠（じんきょう）、義侠心（ぎきょうしん）、侠気（きょうき）、男気（おとこぎ）などともいう。

## 中国における任侠
中国での任侠の歴史は古く、中国春秋時代に生まれたとされ、情を施されれば命をかけて恩義を返すことにより義理を果たすという精神を重んじ、法で縛られることを嫌った者が任侠に走ったとされる。戦国四君は食客や任侠の徒を3千人雇って国を動かしたとして各国から評価され、四君の中でも特に義理堅い信陵君を慕っていた劉邦は、任侠の徒から皇帝にまで出世した。この任侠らを題材にしたのが『史記』の「遊侠列伝」である。登場人物の朱家は有名で、貧乏ながらも助命をすることが急務とし、そのことで礼を言われることを嫌っていたために名声が高かったという。以後、任侠は庶民の間で地位を得、権力者の脅威となったという。任侠に武術を取り込んだ『武侠小説』は現代でも人気が高い。
なお、『史記』「遊侠列伝」の著者である司馬遷は、「『仁侠』の志を知らずに彼らをヤクザやチンピラなどと勘違いして馬鹿にするが、それは悲しいことだ」と述べている。
中国は広大な面積と複数の言語や民族が存在するので、地方においては法の権威が及ばない、あるいは中央の監視が行き渡らないため人民が地方官僚の暴政に悩むという背景の中、任侠とは庶民の中にあり圧政や無法地帯の馬賊から庶民を守る正義の味方という側面があった。そこから、法に頼らない個人レベルとしての恩に対する義理や義兄弟の忠誠が強調され、賊であっても義賊であることも可能であった。

## 日本における任侠
日本でも任侠を主体とした男の生き方を「任侠道」、またこれを指向する者を「仁侠の徒」というが、日本では江戸時代以降、近代および現代を通して政治が安定して法治主義が隅々まで行き届いており、反乱などもほとんど長続きしないという状態であったため、任侠の精神は社会の最下層の人間や非合法の輩の間でしか存在できないという状態が存在した。
たとえば、羽倉簡堂は『劇盗忠二小伝』（別名『赤城録』）において、天保の飢饉に苦しむ貧民を率先して救い刑死した上州の博徒、国定忠治を任侠の徒として評価している。
戦前の日本の知識人や近年の国内外のヤクザ研究者のあいだでは、任侠道と武士道は同列のものであり、ヤクザは武士の倫理的継承者であるという言説が広く受け入れられている。杉浦重剛は日本人は生まれながらに大和魂を持つが、その魂が武士に顕れれば武士道、町人に顕れれば侠客道だと述べたという。また、新渡戸稲造は明治32年に英文で著した『武士道』のなかで、武士道精神は男達（おとこだて）として知られる特定の階級に継承されていると述べている。近年では山浦嘉久が『士道と任侠道』において任侠道と武士道の精神的血縁を説いている。
暴政や馬賊などがはびこる半無法地帯の中での庶民の正義という旧中国と違い、法治国家における無頼の輩が「相互扶助を目的に自己を組織化した」のが「暴力団」である。このような組織は法治国家においても、闇の部分である繁華街、不法移民の潜入ならびに不法就労の仲介、売春、賭博、麻薬、興行、ヤミ金融そして昔なら闇市などの分野で持ちつ持たれつ、あるいは搾取する立場のものとして活動している。もともとの任侠は反権力ではあっても、あくまでも暴政に対する対抗や無法地帯において脅かされる庶民を守る、という本来悪い意味を指す言葉ではなかったが、実際の日本の暴力団の少なからぬ構成員は、一般市民にたいする暴力行為、恐喝、闇金融による不法な取立て、覚醒剤密売や不法移民に対する人身売買まがいの行為などの任侠と対極に位置する行為を行っている。
任侠が人情味と同意義の言葉として、一般人のあいだでも褒め言葉として使われる場合がある。例えば、国会の場においても、福田赳夫など群馬県選出の議員とのやりとりの中で、政治姿勢としての任侠の有無について答弁がなされている。